# 와카야마 방송

와카야마 방송(일본어: 和歌山放送)은 1959년 4월 1일 와카야마현의 중파라디오방송국으로 개국했다.
약칭은 WBS, 콜사인은 JOVF이다.

## 주파수
| 방송국·중계국   | 콜사인 | 주파수  | 출력 | 비고                                 |
| --------------- | ------ | ------- | ---- | ------------------------------------ |
| 와카야마 방송국 | JOVF   | 1431kHz | 5kW  |                                      |
| 다나베 중계국   | JOVL   | 1233kHz | 100W | 평일 오후에는 자체편성 프로그램 방송 |
| 신구 중계국     | JOVN   | 1557kHz | 100W | 평일 오후에는 자체편성 프로그램 방송 |
| 구시모토 중계국 |        | 1431kHz | 100W |                                      |
| 하시모토 중계국 |        | 1485kHz | 100W |                                      |
| 고보 중계국     | JOVM   | 1557kHz | 100W |                                      |
| 고야 중계국     |        | 1485kHz | 100W |                                      |
| 스사미 중계국   |        | 1233kHz | 300W |                                      |

| 방송국·중계국          | 주파수  | 출력 | 비고 |
| ---------------------- | ------- | ---- | ---- |
| 와카야마 FM 보완중계국 | 94.2MHz | 500W |      |
| 다나베 FM 보완중계국   | 91.6MHz | 100W |      |
| 고보 FM 보완중계국     | 92.4MHz | 100W |      |
| 신구 FM 보완중계국     | 94.2MHz | 50W  |      |
| 구시모토 FM 보완중계국 | 92.4MHz | 20W  |      |
| 구도야마 FM 보완중계국 | 91.6MHz | 10W  |      |

## 보충서술
- 예전부터 지역밀착 프로그램을 많이 방송해서 와카야마 현민에게 인기가 좋다.
- 2005년 9월 1일 긴키 지역 AM 라디오 방송국인 라디오 오사카 · 라디오 간사이와 대형 재해 상호 원조 협정을 체결했으며(후에 교토 방송도 참여) 2007년 1월 11일에는 도쿠시마 현의 민영방송국 시코쿠 방송과도 이 계약을 채결했다.
- 예전에는 WBC(Wakayama Broadcasting Corporation)라는 약칭을 사용했지만 권투관련단체와 약칭이 같아 혼동될 가능성이 높아 현재의 약칭으로 바꾸었다고 한다.
- 24시간 방송을 시작하기 전 대학 수험 라디오 강좌를 마지막 프로그램으로 방송한 적이 있었고 그 때문인지 방송 종료 맨트에 대학수험생을 대상으로 「수험생 여러분. 이후에도 건강에 조심하고 공부에 임합시다」라는 메시지를 넣었다고 한다.

## 와카야마현에 있는 다른 텔레비전·라디오 방송국
- NHK 와카야마 방송국
- TV 와카야마(WTV)(독립 텔레비전 방송국)